# Căscioarele (gmina)
Căscioarele – gmina w Rumunii, w okręgu Călărași. Obejmuje tylko jedną miejscowość Căscioarele. W 2011 roku liczyła 1912 mieszkańców. 